# چرخه رنکین

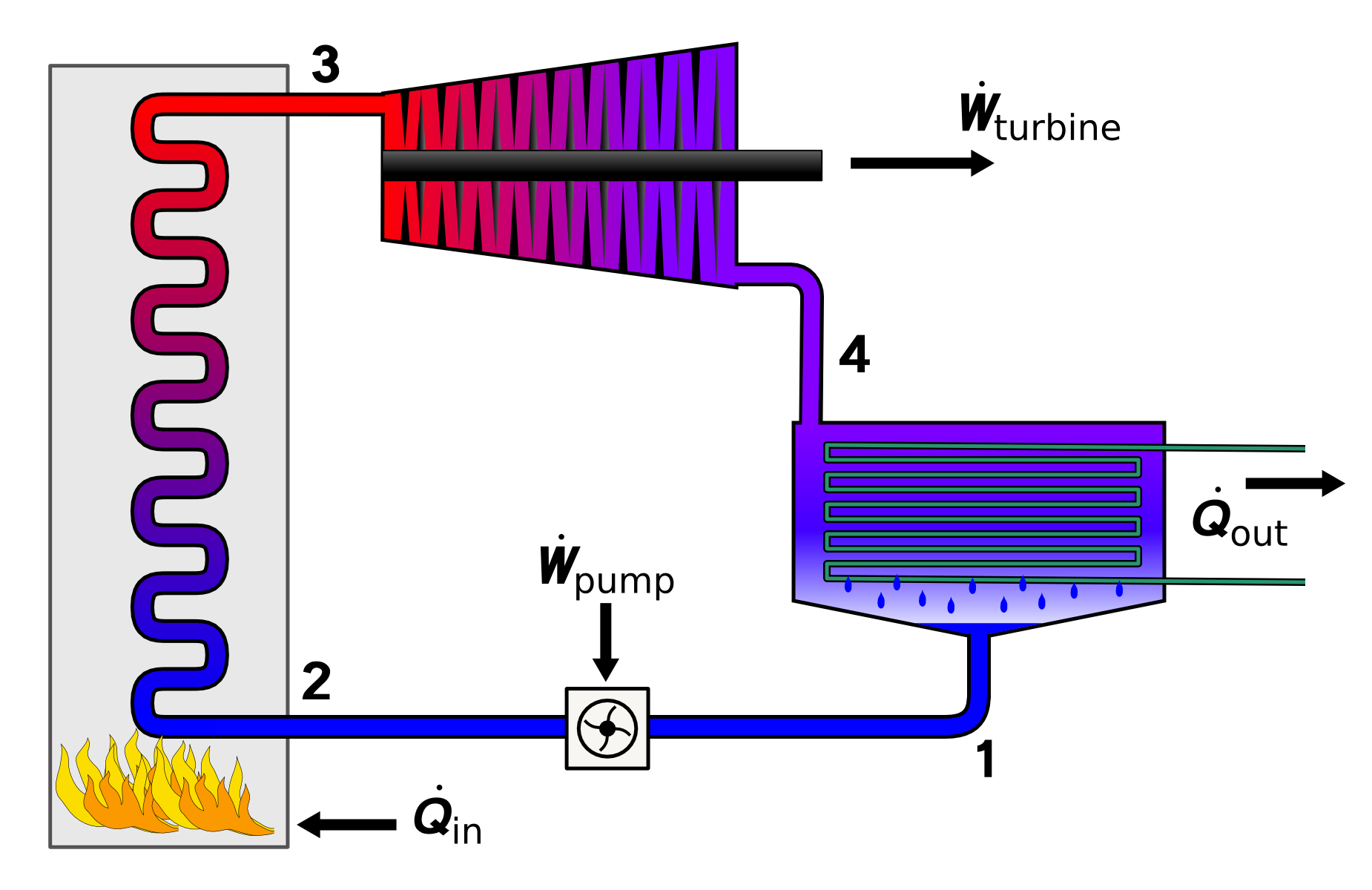
چرخه رنکین با ۴ جزء اصلی

چرخهٔ رنکین (به انگلیسی: Rankine cycle) در علم ترمودینامیک، یک چرخهٔ تبدیل گرما به کار است. این چرخه از دو فرایند هم فشار و دو فرایند هم آنتروپی تشکیل شده است. در چرخهٔ رنکین از تغییر فاز بین بخار و مایع استفاده می‌شود تا اختلاف حجم مخصوص بین فرایندهای تراکم و انبساط افزایش و در نتیجه کار خروجی افزایش یابد. این چرخه چرخهٔ ایده‌آل برای سیستم نیروگاه‌های بخار است. در این چرخه، سیال عامل بین یک منبع حرارتی و یک چاه حرارتی حرکت می‌کند تا کار مکانیکی استخراج شود. چرخه رانکین به نام ویلیام جان مک‌کوران رانکین، استاد چندرشته‌ای دانشگاه گلاسگو، نام‌گذاری شده است.
در چرخه رانکین، انرژی حرارتی از طریق یک بویلر به سیستم وارد می‌شود، جایی که سیال عامل به حالت گازی با فشار بالا (بخار) تبدیل می‌شود تا بتواند توربین را به حرکت درآورد. پس از عبور از توربین، سیال اجازه می‌یابد که دوباره به حالت مایع چگالیده شود، زیرا انرژی حرارتی زائد دفع می‌شود. سپس سیال به بویلر بازگردانده شده و چرخه تکمیل می‌شود. برای ساده‌سازی محاسبات، معمولاً تلفات اصطکاکی در سیستم نادیده گرفته می‌شود، زیرا این تلفات در مقایسه با تلفات ترمودینامیکی، به‌ویژه در سیستم‌های بزرگتر، بسیار ناچیز است.
چرخه رانکین به‌طور دقیق فرآیندی را توصیف می‌کند که در آن نیروگاه‌های حرارتی از انرژی گرمایی سوخت یا منابع حرارتی دیگر برای تولید برق استفاده می‌کنند. منابع حرارتی ممکن است شامل احتراق سوخت‌های فسیلی مانند زغال‌سنگ، گاز طبیعی و نفت، استفاده از منابع معدنی برای شکافت هسته‌ای، سوخت‌های تجدیدپذیر مانند بیومس و اتانول، و همچنین جذب انرژی از منابع طبیعی مانند انرژی خورشیدی متمرکز و انرژی زمین‌گرمایی باشند. چاه‌های حرارتی معمول شامل هوای محیط در اطراف نیروگاه و منابع آبی مانند رودخانه‌ها، دریاچه‌ها و اقیانوس‌ها می‌باشند.
بازده چرخه رانکین به اختلاف دمای نسبی بین منبع حرارت و چاه حرارت بستگی دارد. هرچه این اختلاف دما بیشتر باشد، انرژی مکانیکی بیشتری می‌توان از انرژی گرمایی به‌طور کارآمد استخراج کرد، مطابق با قضیه کارنو. با این حال، بازده چرخه رانکین به دلیل گرمای نهان تبخیر بالای سیال عامل محدود است. مگر اینکه فشار و دما در بویلر به سطوح فوق بحرانی برسد، بازه دمایی که چرخه می‌تواند در آن عمل کند نسبتاً کوچک است. نیروگاه‌های فوق بحرانی معمولاً از فشار ورودی بخار ۲۴٫۱ مگاپاسکال و دمای ورودی بین ۵۳۸ تا ۵۶۶ درجه سانتی‌گراد استفاده می‌کنند که بازدهی حدود ۴۰ درصد ایجاد می‌کند. در صورت افزایش فشار به ۳۱ مگاپاسکال، نیروگاه به عنوان «فوق فوق بحرانی» شناخته شده و دمای ورودی بخار به ۶۰۰ درجه سانتی‌گراد افزایش می‌یابد که منجر به بازدهی حرارتی ۴۲ درصد می‌شود.

## روابط
بازده این چرخه بر اساس رابطهٔ زیر محاسبه می‌گردد:
{\displaystyle \eta _{therm}={\frac {{\dot {W}}_{turbine}-{\dot {W}}_{pump}}{{\dot {Q}}_{in}}}\approx {\frac {{\dot {W}}_{turbine}}{{\dot {Q}}_{in}}}}

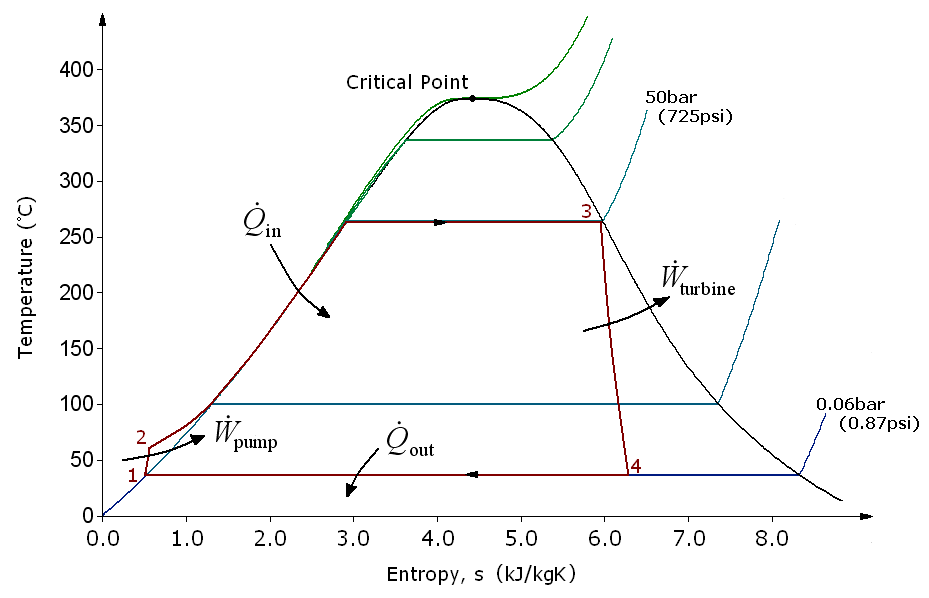
نمودار دما بر حسب آنتروپی برای چرخهٔ رنکینی که بین فشار ۰٫۰۶ تا ۵۰ بار کار می‌کند.

مقادیر داخل رابطه با توجه به فرمول‌های زیر و نمودار فوق به این صورت خواهد بود:
{\displaystyle {\frac {{\dot {Q}}_{in}}{\dot {m}}}=h_{3}-h_{2}}
{\displaystyle {\frac {{\dot {Q}}_{out}}{\dot {m}}}=h_{4}-h_{1}}
{\displaystyle {\frac {{\dot {W}}_{pump}}{\dot {m}}}=h_{2}-h_{1}}
{\displaystyle {\frac {{\dot {W}}_{turbine}}{\dot {m}}}=h_{3}-h_{4}}